# Diquatdibromid
Diquatdibromid ist ein Salz und zugleich eine heterocyclische, organische Verbindung aus der Klasse der Bipyridine, die als schnell wirkendes Kontaktherbizid eingesetzt wird. Es ist ein farbloses bis gelbliches Pulver.

## Gewinnung und Darstellung
Durch oxidative Kupplung von Pyridin über einem Raney-Nickel-Katalysator wird dieses zu 2,2'-Bipyridin umgesetzt. Die Ethylenbrücke in Diquatdibromid wird dann durch 1,2-Dibromethan gebildet:

## Verwendung
Diquatdibromid ist ein 1957 von ICI (jetzt Syngenta) eingeführtes Kontaktherbizid, wird gegen Unkräuter eingesetzt und wirkt durch Hemmung der Photosynthese. Es eignet sich jedoch besonders zur Abtötung von Kartoffelkraut vor der Ernte (Sikkationsmittel). Die Anwendung der Verbindung ist jedoch in Deutschland auf wenige Fälle eingeschränkt (Kartoffeln, Hopfen). Eine Anwendung in Naturschutzgebieten und Nationalparks ist verboten (der Stoff wird als besonders gefährlich für Bienen und Wasserorganismen angesehen).

## Zulassung
In einer Reihe von Staaten der EU, unter anderem Deutschland und Österreich, waren Pflanzenschutzmittel mit diesem Wirkstoff zugelassen. In vielen Veröffentlichungen wird die Substanz verkürzt als Diquat angegeben, ohne gesondert das Gegenion Bromid zu nennen. 2019 wurde die EU-Genehmigung für Diquat als Wirkstoff in Pflanzenschutzmitteln nicht erneuert. Für einige Mittel galt noch eine Abverkaufsfrist bis zum 4. November 2019 und eine Aufbrauchfrist bis zum 4. Februar 2020. In der Schweiz lief die Aufbrauchfrist für die meisten Mittel bis zum 1. Juli 2022.

## Sicherheitshinweise
Diquatdibromid ist giftig. Es ist, wie Paraquat, ein sehr potenter Redoxzykler und führt zur Bildung von Superoxidanionen. Die  gebildeten Hydroxylradikale zerstören die Lipidketten der Zellmembranen und führen so zum Zelltod. Die potentiell letale Dosis wird mit 6–8 mg angegeben, wobei es einen dokumentierten Vergiftungsfall gab, bei dem der Patient eine Dosis von 60 mg/kg überlebte. Diquat führt initial zu einer lokalen toxischen Reaktion mit Ulzerationen und Schleimhautschwellungen im Gastrointestinaltrakt, was mit Erbrechen, Diarrhoe und Abdominalschmerzen verbunden ist. Im weiteren Verlauf kann es zu einem paralytischen Ileus mit Flüssigkeitssequestration und hypovolämem Schock kommen. Ein akutes Nierenversagen tritt meist innerhalb von ein bis vier Tagen auf. Häufig kommt es zu einer Leberzellnekrose mit gestörter Leberfunktion, die jedoch meist mild verläuft, transient ist und sich spontan bessert.